# Nemzetközi Nukleáris Eseményskála
A Nemzetközi Nukleáris Eseményskála (INES, International Nuclear Event Scale) a Nemzetközi Atomenergia-ügynökség (IAEA) által bevezetett skála, amely nukleáris balesetek esetén megkönnyíti a biztonsági helyzet kommunikálását. A nukleáris események osztályozására az alábbi 7 fokozat létezik:

## A fokozatok részletezése

### 7. fokozat
Nagy radioaktivitású anyagok kerülnek ki a környezetbe. Ezek között a láncreakció rövid és hosszú felezési idejű bomlástermékei találhatók. A sugárzás mennyisége meghaladja a 10000 terabecquerelt. Nagy területeken, akár több országban is súlyos egészségkárosító és környezeti hatásokat tud okozni.
Példa: Csernobili atomerőmű-baleset (Szovjetunió, ma Ukrajna), 1986 és Fukusimai atomerőmű-baleset (Japán) 2011.

### 6. fokozat
Radioaktív anyagok kerülnek a környezetbe. A sugárzás mennyisége 1000-10000 TBq között van. A súlyos egészségkárosító hatások korlátozására teljes körű helyi ellenintézkedésekre van szükség.
Példa: Kistim-tragédia (Szovjetunió, ma Oroszország), 1957.

### 5. fokozat
Radioaktív anyagok kerülnek ki a környezetbe. A sugárzás mennyisége 100-1000 TBq között van. A veszélyeztetett üzemben részleges ellenintézkedésre van szükség. Példa: Windscale (Anglia), 1957.
VAGY
Komoly károsodás a nukleáris berendezésekben. Komolyabb károsodás lehetséges a reaktor aktív zónájában, nagyobb baleset vagy tűz vagy radioaktív anyagok kiszabadulása épületen belül. Példa: Three Mile Island atomerőmű balesete (Amerikai Egyesült Államok, Londonderry), 1979.

### 4. fokozat
Radioaktív anyagok kerülnek ki a környezetbe, a külső radioaktivitás növekedése azonban csak néhány millisieverttel haladja meg az átlagos háttérsugárzást. Az ellenintézkedések korlátozottak, például a helyi élelmiszerek ellenőrzése. Példa: Windscale, 1973.
VAGY
Meghatározó mértékű károsodás a nukleáris berendezésekben. Olyan jellegű károsodások tartoznak ide, amelyek nehézséget okozhatnak a helyreállítás során – részleges zónaolvadás. A dolgozók kis részében akut egészségkárosító hatások jelentkezhetnek. Példa: Saint-Laurent (Franciaország), 1980.

### 3. fokozat
A dolgozók sugárterhelése meghaladhatja a dóziskorlátot, de a legjobban veszélyeztetett emberek csak néhány tized millisievert dózist kaphatnak. A biztonsági rendszer hibája, amely balesethez vezethet.
Pl.: Paks (Magyarország), 2003

### 2. fokozat
Biztonsági következményei már lehetnek, de a dolgozók éves sugárterhelése nem haladja meg az éves dóziskorlátot. A biztonsági berendezések olyan hibája, amely mellett még elégséges a védelem a balesetek elkerülésére.

### 1. fokozat
A biztonsági intézkedések olyan megszegése, ami még nem jelent veszélyt sem a dolgozókra, sem a lakosságra. Működési hibák, emberi hibák, nem megfelelő eljárások alkalmazása.

### 0. fokozat
Nincs biztonsági kockázata.